# Lotta Henttala
Lotta Henttala, née Lepistö le 28 juin 1989 à Noormarkku, est une coureuse cycliste professionnelle finlandaise. 
Dans les années 2010, elle est sept fois championne de Finlande sur route et cinq fois championne de Finlande du contre-la-montre. Elle a également remporté Gand-Wevelgem et une étape du Tour d'Italie en2017, ainsi que la médaille de bronze au championnat du monde sur route de 2016.

## Biographie
Durant sa jeunesse, elle nage régulièrement et participe occasionnellement à des compétitions de triathlon. Elle se consacre au cyclisme après avoir gagné le championnat de Finlande cadette. Durant la saison cycliste, elle habite à Zoug en Suisse. Elle suit des études d'infirmière.

### 2015
En 2015, sur ses championnats nationaux, Lotta Lepistö remporte à la fois la course en ligne et le contre-la-montre. Lors du Tour de Thuringe, elle est deuxième de la première étape derrière Lisa Brennauer. Elle est cinquième du contre-la-montre de la troisième étape secteur a. L'après-midi, elle se classe septième, puis remporte la quatrième étape au sprint. Grâce à cette performance, elle s'empare du maillot de leader du classement par points. et remonte à la troisième place du classement général. Elle termine cinquième de la sixième étape mais perd son maillot. Elle ne peut suivre le rythme sur la dernière étape et termine finalement septième de cette course. Fin juillet, sur La Course by Le Tour de France, Lotta Lepistö se classe cinquième.

### Médaille de bronze aux mondiaux (2016)
À l'Emakumeen Euskal Bira, elle remporte le prologue. Elle perd le lendemain son maillot de leader au profit de sa coéquipière Carmen Small. Au Women's Tour, Lotta Lepistö se classe cinquième du sprint de la première étape. Sur la dernière étape, elle fait partie du groupe d'échappée et s'impose au sprint.
Aux championnats du monde, la formation Cervélo Bigla obtient la médaille de bronze du contre-la-montre par équipes derrière les formations Boels Dolmans et Canyon-SRAM. Sur le contre-la-montre individuel, Lotta Lepistö est onzième. L'épreuve en ligne se conclut par un sprint massif. Lotta Lepistö se trouve dans la roue d'Amalie Dideriksen qui se trouve elle-même dans la roue de Kirsten Wild. La Finlandaise prend la troisième place.

### Deux victoires sur le World Tour (2017)
Fin mars, Lotta Lepistö remporte coup sur coup aux sprints deux classiques flandriennes : À travers les Flandres et Gand-Wevelgem. Lors des championnats nationaux, elle conserve ses titres de championne de Finlande du contre-la-montre et sur route. Au Tour d'Italie, elle se classe deuxième du sprint derrière Hannah Barnes de la troisième étape. Elle remporte néanmoins la sixième étape,,. Lotta Lepistö est encore deuxième de la neuvième étape, cette fois devancée par Marta Bastianelli. Elle est deuxième du classement par points final.
À la RideLondon-Classique, Lisa Brennauer lance le sprint avec Lotta Lepistö dans sa roue. Les deux coureuses réalisent un trou, mais Coryn Rivera parvient à les reprendre puis à les doubler. Lotta Lepistö est deuxième. Au Contre-la-montre par équipes de l'Open de Suède Vårgårda, la formation Cervélo-Bigla se classe deuxième. Lors de la course en ligne, Lotta Lepistö s'impose au sprint. Aux championnats du monde du contre-la-montre par équipes, Cervélo-Bigla prend la troisième place avec Lotta Lepistö dans ses rangs.

### 2018
À l'Amstel Gold Race, le passage du Keutenberg au kilomètre cinquante-quatre provoque une sélection. Un groupe de huit coureuses se forme à son sommet avec Lotta Lepistö. L'avantage de l'échappée monte à deux minutes trente. Dans l'avant-dernière montée du Cauberg, Chantal Blaak accélère et n'est suivie que par Alexis Ryan puis par Amanda Spratt. Derrière, Brand, Cordon et Markus allient leurs forces et reviennent sur la tête. Lotta Lepistö et Giorgia Bronzini sont en chasse derrière. Elles ne réalisent la jonction qu'au pied de la dernière ascension du Cauberg où elles sont de nouveau lâchées. Lotta Lepistö est finalement huitième de cette classique ,. Au Women's Tour, Lotta Lepistö s'impose au sprint lors de la dernière étape. Elle conserve ensuite ses deux titres nationaux en Finlande.
Elle termine cinquième du sprint de la RideLondon-Classique. Elle remporte le prologue du Tour de Toscane. Lors du championnat du monde, elle se montre particulièrement offensive et fait partie de quasiment tous les mouvements en début de course.

### 2019
À la Setmana Ciclista Valenciana, Lotta Lepistö remporte les deuxième et quatrième étapes au sprint. Aux Trois Jours de La Panne, elle se classe quatrième du sprint. À l'Healthy Ageing Tour, Lotta Lepistö remporte la première étape au sprint. Elle est troisième de la troisième étape. Elle conclut cette course à la septième place.
Durant l'été, elle souffre de problèmes à l'estomac et d'une certaine déprime. Elle annonce en fin de saison ne pas participer aux championnats du monde.

### 2020
En novembre 2020, alors qu'elle n'a plus couru depuis mars, elle ne prolonge pas avec Trek-Segafredo. Elle signe un contrat d'un an avec Ceratizit-WNT quelques jours plus tard.

### 2021-2025
En 2021, elle décide de ne pas participer aux Jeux olympiques en raison de sa grossesse et ne participe à aucune course en 2022 en raison de sa maternité.
Lors de la saison 2023, elle reprend la compétition et rejoint l'équipe AG Insurance-Soudal Quick-Step. Au printemps, elle contracte le COVID-19 et doit faire une pause. Elle en subit les symptômes jusqu'à la fin de l'année, mais participe néanmoins au Tour de France. Elle y est disqualifiée lors de la sixième étape, tout comme son directeur sportif Servais Knaven, parce qu'elle est restée accrochée à la voiture de l'équipe. Henttala nie cette accusation et estime qu'une disqualification est excessive. Elle explique avoir tenu une bouteille d'eau quelques secondes de trop et s'en excuse, mais pas la voiture de l'équipe.
Pour la saison 2024, Henttala rejoint l'équipe EF Education-Cannondale. Lors du Tour de Burgos, elle remporte la première étape, sa première victoire depuis cinq ans. Enceinte de son deuxième enfant, elle met un terme à sa carrière en août 2025, à l'âge de 36 ans.

## Style et caractéristiques
Henttala est une sprinteuse excellant dans les courses d’un jour et disposant également de capacités sur le pavé.

## Vie privée
En octobre 2019, elle se marie avec son compatriote Joonas Henttala également cycliste professionnel. En juillet 2021, le couple annonce attendre son premier enfant, ce qui ne permet pas à Lotta de se rendre à Tokyo pour participer aux Jeux olympiques. Leur fils est né le 12 janvier 2022.

## Palmarès sur route

### Par années
- 2006

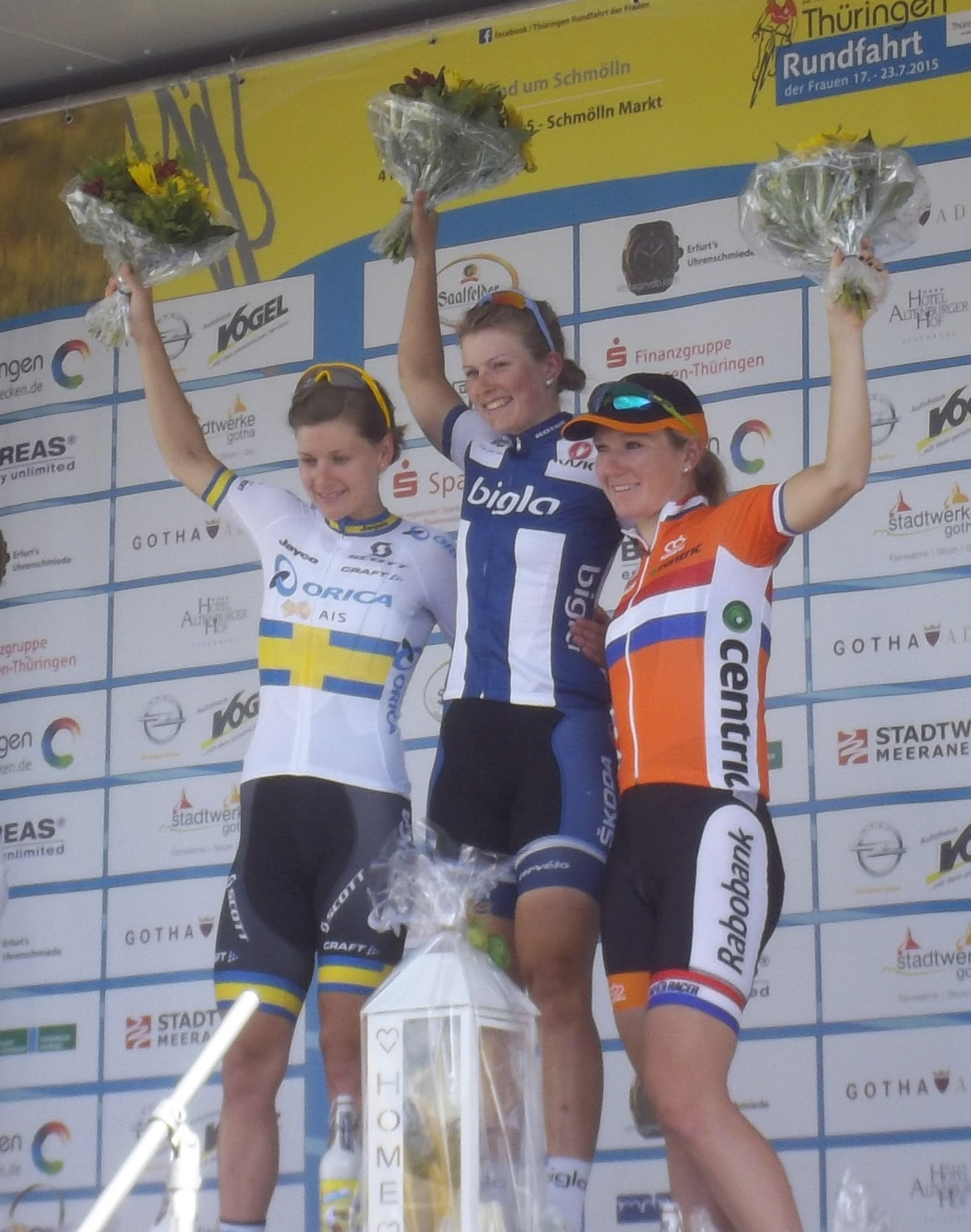
Lotta Lepistö remporte la quatrième étape du Tour de Thuringe

  -  championne de Finlande sur route juniors
  - 3e des championnats de Finlande du contre-la-montre juniors
- 2007
  - 2e des championnats de Finlande sur route juniors
- 2008
  - 2e des championnats de Finlande sur route
  - 2e des championnats de Finlande du contre-la-montre
- 2009
  - 2e des championnats de Finlande du contre-la-montre
- 2012
  -  Championne de Finlande sur route
- 2013
  -  Championne de Finlande sur route
  - 2e des championnats de Finlande du contre-la-montre
- 2014
  -  Championne de Finlande sur route
  -  Championne de Finlande du contre-la-montre
  - 3e du Tour de Bochum
  - 5e du contre-la-montre par équipes de l'Open de Suède Vårgårda
- 2015
  -  Championne de Finlande sur route
  -  Championne de Finlande du contre-la-montre
  - 4e étape du Tour de Thuringe
  - 3e du Tour de Berne
  - 4e du Tour de Bochum
  - 5e du Tour of Chongming Island World Cup
- 2016
  -  Championne de Finlande sur route
  -  Championne de Finlande du contre-la-montre
  - Prologue de l'Emakumeen Euskal Bira
  - 1re étape du Festival luxembourgeois du cyclisme féminin Elsy Jacobs
  - Grand Prix Cham-Hagendorn
  - 5e étape du The Women's Tour
  - 2e de La course by Le Tour de France
  - 2e du contre-la-montre par équipes de l'Open de Suède Vårgårda
  - 2e de la course en ligne de l'Open de Suède Vårgårda
  - 2e du Tour de Berne
  -  Médaillée de bronze du championnat du monde sur route
  -  Médaillée de bronze du championnat du monde du contre-la-montre par équipes
  - 3e de l'Omloop van het Hageland
  - 3e de Pajot Hills Classic
  - 3e du Chrono des Nations-Les Herbiers-Vendée
- 2017
  -  Championne de Finlande sur route
  -  Championne de Finlande du contre-la-montre
  - Gand-Wevelgem
  - À travers les Flandres
  - 6e étape du Tour d'Italie
  - Course en ligne de l'Open de Suède Vårgårda
  - 2e de la RideLondon-Classique
  - 2e du contre-la-montre par équipes de l'Open de Suède Vårgårda
  -  Médaillée de bronze du championnat du monde du contre-la-montre par équipes
  - 8e du championnat d'Europe sur route
  - 8e du Tour de Norvège
- 2018
  -  Championne de Finlande sur route
  -  Championne de Finlande du contre-la-montre
  - Prologue du Tour de Toscane féminin-Mémorial Michela Fanini
  - 5e étape du The Women's Tour
  - 3e de la Course en ligne de l'Open de Suède Vårgårda
  - 3e du contre-la-montre par équipes de l'Open de Suède Vårgårda
  - 3e du contre-la-montre par équipes du Tour de Norvège
  - 5e de la RideLondon-Classique
  - 8e de l'Amstel Gold Race
  - 10e du championnat d'Europe du contre-la-montre
- 2019
  - 2e et 4e étapes de la Setmana Ciclista Valenciana
  - 1re étape de l'Healthy Ageing Tour
  - 2e de l'Omloop van het Hageland
  - 4e des Trois Jours de La Panne
- 2023
  - 6e du Tour de Drenthe
- 2024
  - 1re étape du Tour de Burgos
- 2025
  - Trofeo Marratxi-Felanitx

### Résultats sur les grands tours

#### Tour d'Italie
2 participations
- 2017 : 65e, vainqueure de la 6e étape
- 2018 : 55e

#### Tour de France
2 participations :
- 2023 : mise hors-course (6e étape)
- 2024 : 97e

### Classements mondiaux
| Année                                 | 2009 | 2010 | 2011 | 2012 | 2013 | 2014 | 2015 | 2016 | 2017 | 2018 | 2019 | 2020 | 2021 | 2022 | 2023 | 2024 |
| ------------------------------------- | ---- | ---- | ---- | ---- | ---- | ---- | ---- | ---- | ---- | ---- | ---- | ---- | ---- | ---- | ---- | ---- |
| Classement UCI                        | 236e | nc   | nc   | 451e | 200e | 51e  | 29e  | 14e  | 11e  | 33e  | 63e  | 120e | nc   | nc   | 118e | 195e |
| UCI World Tour                        |      |      |      |      |      |      |      | 14e  | 9e   | 21e  | 62e  | 99e  | nc   | nc   | 112e | 107e |
|                                       |      |      |      |      |      |      |      |      |      |      |      |      |      |      |      |      |
| Légende : nc = non classéSource : UCI |      |      |      |      |      |      |      |      |      |      |      |      |      |      |      |      |

### Championnats
|  | Année                                     | 2008 | 2009 | 2010 | 2011 | 2012 | 2013 | 2014 | 2015 | 2016 | 2017 | 2018 | 2019 | 2023 |
|  | Championnats de Finlande sur route        | 2e   | 4e   | 5e   | 5e   | 1re  | 1re  | 1re  | 1re  | 1re  | 1re  | 1re  | -    | 2e   |
|  | Championnats de Finlande contre-la-montre | 2e   | 2e   | -    | -    | 6e   | 2e   | 1re  | 1re  | 1re  | 1re  | 1re  | -    | 2e   |